# Lobophytum pusillum
Lobophytum pusillum är en korallart som beskrevs av Tixier-Durivault 1970. Lobophytum pusillum ingår i släktet Lobophytum och familjen läderkoraller. Inga underarter finns listade i Catalogue of Life.